# Ayn Issa
Ayn Issa (en árabe: عين عيسى‎[cita requerida], en kurdo: Bozanê) es una ciudad en el Distrito de Tal Abiad, de Gobernación de Al-Raqa en Siria. Está localizado hasta la mitad entre la ciudad del frontera entre Siria y Turquía de Tal Abiad, y el capital regional Al Raqa.
Ayn Issa fue la capital de Rojava desde 2018 hasta la ofensiva turca en el noreste de Siria de 2019.

## Guerra civil siria
En junio de 2015, Ayn Issa estuvo tomado encima por el Kurdish las unidades de Protección de las personas (YPG) milicia, las unidades de Protección de las mujeres (YPJ), y el Raqqa Brigada de Revolucionarios en el curso de su Decir Abyad ofensiva. Mientras  sea dentro de poco recaptured por ISIL militantes,  sea reclaimed por el YPG en julio temprano.
El 14 de octubre de 2019, el Ejército sirio junta introducida y establecida control sobre Ayn Issa después de un acuerdo con el FDS para impedir la ofensiva turca en el área.

### Ayn Issa Campamento de refugiados
Desde entonces abril de 2016, el Ayn Issa campamento de refugiados en las afueras de la ciudad ha albergado aproximadamente 9000 refugiados por julio de 2018, principalmente sirio Internamente Desplazó Personas del governorates de Deir ez-Zor y Raqqa.

### 2020 Ayn Issa Enfrentamientos
El 23 de noviembre de 2020, los enfrentamientos rompieron fuera entre el SNA y SDF cercanos Ayn Issa. El 2 de diciembre, Líbano  al-Akhbar el diario informó que el SDF dirigió a la emboscada turca-respaldó fuerzas, asesinato 30 luchadores.